# Villamayor de los Montes
Villamayor de los Montes est une commune d'Espagne dans la communauté autonome de Castille-et-León, province de Burgos. Elle s'étend sur 40,71 km2 et comptait environ 227 habitants en 2011.